# Teixidor del Cap
El teixidor del Cap (Anthoscopus minutus) és una espècie d'ocell de la família dels remízids (Remizidae).

## Hàbitat i distribució
Habita matollars xèrics del sud-oest d'Angola, Namíbia, Botswana i oest de Zimbabwe fins al sud i sud-oest de Sud-àfrica cap a l'est fins al centre de Transvaal, Estat Lliure d'Orange i l'est de la Província del Cap.